# Bandera de Vigo
La bandera de Vigo es la bandera oficial de la ciudad y del ayuntamiento de Vigo. Se encuentra regulada por un acuerdo de su ayuntamiento aprobado el 7 de abril de 1987. La descripción de la bandera tal y como aparece en la norma que la regula es la siguiente:

Reconocer que la bandera de Vigo consta de dos colores, blanco y rojo y van en forma de sotuer: el blanco a los laterales y el rojo encima y debajo.

En el centro de la bandera se suele encontrar el escudo de la ciudad.

## Historia

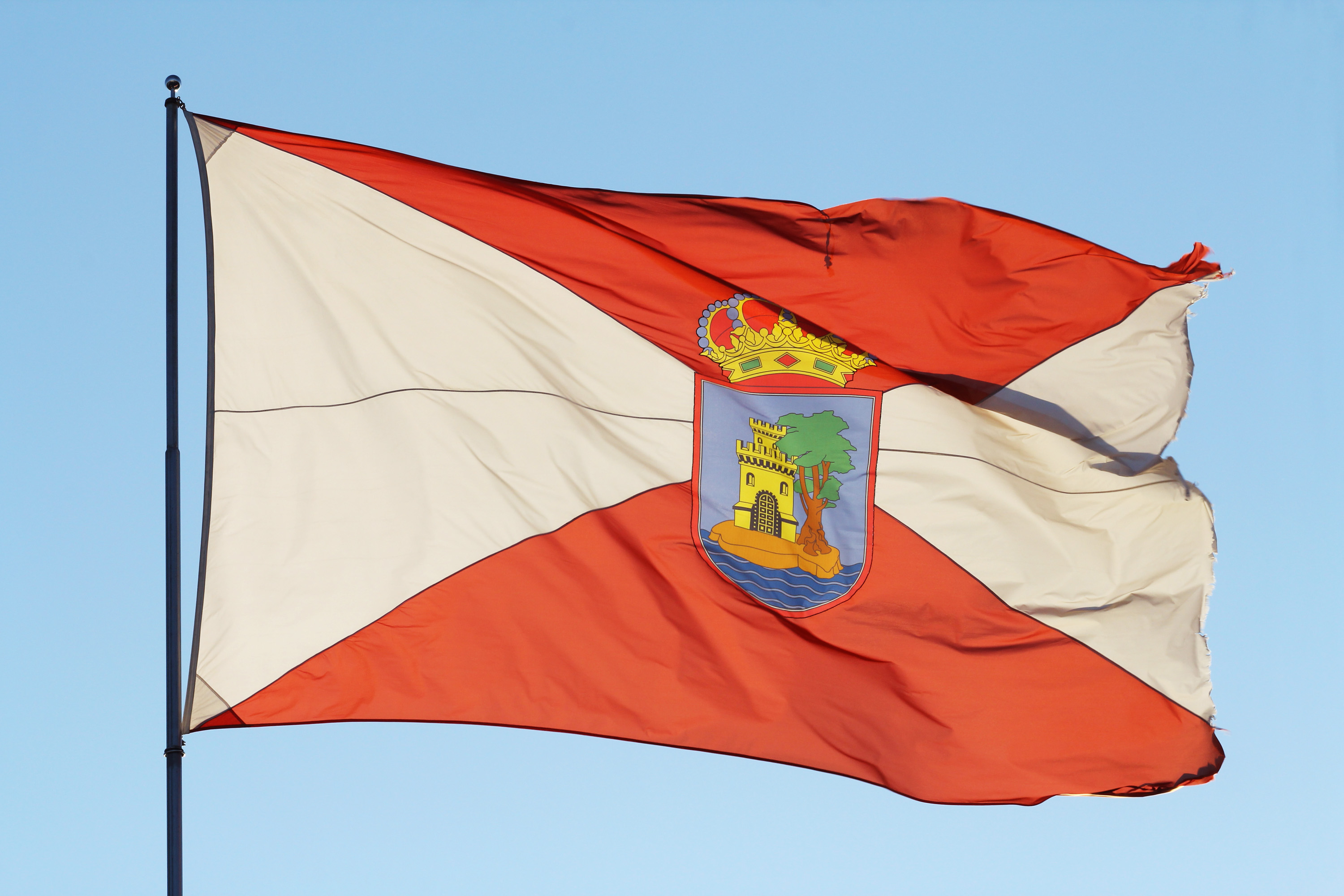
Bandera situada en el ayuntamiento de Vigo.

Una de las hipótesis de su origen es que fue usada durante la reconquista de Vigo, en la guerra de Independencia. En 1845, por Real Orden de 30 de julio, se establece como contraseña de la provincia marítima de Vigo, aunque entre el 15 de julio de 1905 y el 24 de mayo de 1933, como provincia marítima de Pontevedra, el rojo fue sustituido por el azul.